# 투키디데스

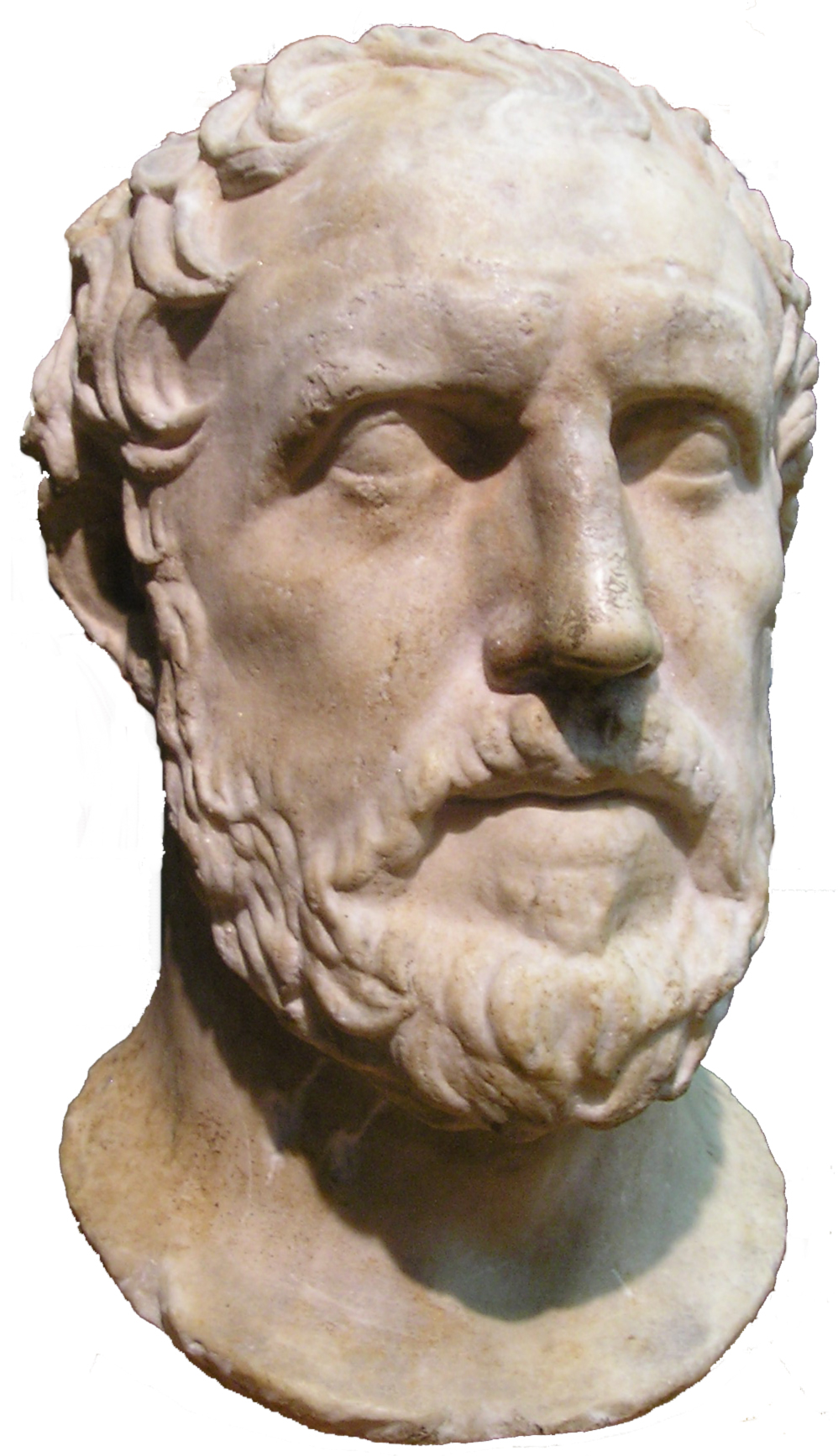
토론토 온타리오 왕립 박물관에 있는 투키디데스 흉상.

투키디데스(고대 그리스어: Θουκυδίδης, 기원전 465년경 ~ 기원전 400년경)는 고대 그리스 아테나이의 역사가이며, 기원전 5세기경 아테나이와 스파르타가 기원전 411년까지 싸운 전쟁을 기록한 《펠로폰네소스 전쟁사》를 저술하였다. '역사는 영원히 되풀이된다.'는 말을 남겼다.
아테네 명문출신이며, 펠로폰네소스 전쟁 중에 자신도 장군으로 선발되어 트라케에 파견되었으나 사명을 완수하지 못한 죄로 추방되었다가, 전쟁이 끝나고 아테네로 돌아왔다. 펠로폰네소스 전쟁이 일어나면서 전쟁의 중대성을 예견하고 자료를 수집했던 그로서는 불행했던 추방도 적의 자료를 수집할 수 있었다는 점에서 오히려 도움이 되었다. 이렇듯 직접 체험한 펠로폰네소스 전쟁을 주제로 《펠로폰네소스 전쟁사》를 저술하였다. 그는 자신의 저작 서문에서 밝혔듯이, 신의 개입을 인정하지 않고 인과 관계에 따라 분석하고 엄격한 기준으로 사료를 수집하여 과학적 역사관의 창시자로 인정받는다. 또 투키디데스는 정의보다는 패권에 기반하여 국가간의 관계를 보는 정치적 현실주의 학파의 시조로 여겨지기도 한다.

## 생애
투키디데스의 생애에 관하여 우리에게 알려진 것은 그의 저서 《펠로폰네소스 전쟁사》에 간혹 언급된 개인적인 기록이 거의 전부이다. 투키디데스는 그리스의 북부 지방 트라케 출신인 올로로스의 아들로서 기원전 465년을 전후로 하여 아테네에서 태어난 것으로 보인다. 20대 중반에 페리클레스 정책에 동조하여 기원전 425년 또는 기원전 424년 군사 지휘관으로 선출되었다. 그러나 기원전 422년에 그가 지휘하는 아테나이군이 암피폴리스 전투에서 패배하여, 투키디데스는 전쟁이 끝날 때까지 모국에서 추방되었다. 이후 그의 생애에 관해서는 거의 알려져 있지 않으며, 다만 이 시기에 그가 《펠로폰네소스 전쟁사》를 집필한 것으로 여겨진다.

## 같이 보기
- 《펠로폰네소스 전쟁사》